# Mury miejskie w Rijadzie
Mury miejskie w Rijadzie (arab. ‏سور مدينة الرياض‎) – ciąg murów miejskich wraz z budowlami o charakterze obronnym (m.in. bramami i basztami), które otaczały miasto Rijad od XVIII wieku do ich rozbiórki w 1950 roku. Fortyfikacje miały na celu chronienie miasta przed najazdami i stanowiły ważny element jego obrony do czasów, gdy Rijad zaczął rozrastać się w drugiej połowie XX wieku.

## Opis
Mury obronne Rijadu były zbudowane z gliny i początkowo miały charakter tymczasowych fortyfikacji, które następnie były kilkakrotnie niszczone, odbudowywane, przebudowywane i remontowane na przestrzeni wieków. Ostatnia renowacja miała miejsce na początku XX wieku, gdy Ibn Su’ud zdobył miasto po bitwie o Rijad w 1902 roku. Fortyfikacje były wyposażone w dziewięć bram, zwanych darawiz (arab. ‏الدراويز‎), co jest arabizowaną formą perskiego słowa „darwazah”, oznaczającego „bramę”. Dookoła murów rozmieszczono około 20 wież strażniczych.
Fortyfikacje miały kluczowe znaczenie dla bezpieczeństwa miasta, zwłaszcza w czasie konfliktów regionalnych. Wewnątrz murów znajdowały się ważne dzielnice i zabytki, takie jak cytadela Masmak, Pałac Qasr al-Hukm oraz Wielki Meczet. Fortyfikacje, otaczające starą część miasta, zostały rozebrane w 1950 roku, kiedy również na Bliskim Wschodzie wprowadzono broń, wobec której istniejące budowle utraciły walory obronne.

## Historia

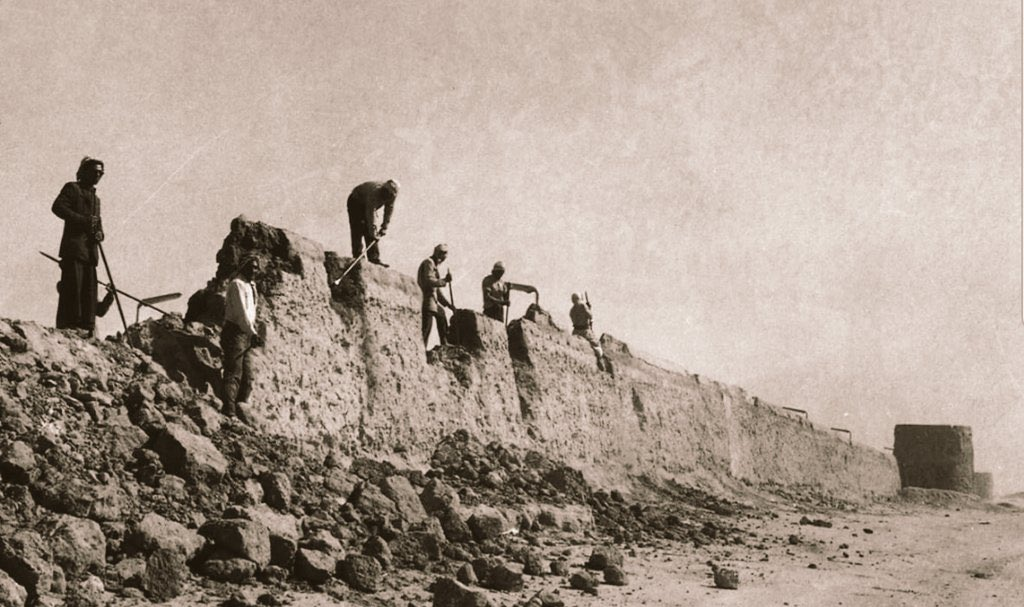
Prace rozbiórkowe fortyfikacji w 1950 roku

Budowa pierwszych murów wokół Rijadu nastąpiła w latach 40. XVIII wieku, z inicjatywy Dahama bin Dawasa al-Shaalana, władcy miasta. Fortyfikacje były kilkakrotnie niszczone i odbudowywane w trakcie konfliktów. Po wypędzeniu wojsk egipskich z Nadżdu w 1824 roku, imam Turki al-Saud nakazał odbudowę murów. Po klęsce domu Saudów w bitwie pod Mulayda w 1891 roku, nowy władca regionu, Ibn Raszid, zniszczył większość fortyfikacji.
W 1902 roku, po Bitwie o Rijad, Ibn Saud odzyskał kontrolę nad miastem i rozpoczął prace nad odbudową murów, które miały chronić miasto przed atakami z zewnątrz. W 1932 roku Ibn Saud ogłosił utworzenie Królestwa Arabii Saudyjskiej, a Rijad ustanowił stolicą nowego państwa. Choć mury wciąż istniały, funkcje administracyjne stopniowo przenoszono poza ich obszar, do Pałacu Murabba, który stał się oficjalną siedzibą króla w 1944 roku. Fortyfikacje przetrwały do połowy XX wieku, kiedy to rozwój miasta wymusił ich rozbiórkę. W 1950 roku mury zostały zburzone, aby umożliwić rozbudowę Rijadu, który stawał się centrum administracyjnym i politycznym.